# Budismo tibetano
O budismo tibetano, também chamado de budismo vajrayana ou lamaísmo,[carece de fontes?] emprega práticas de meditação na forma de elaborados rituais, com leitura de Sadhanas (textos litúrgicos), visualizações e instrumentos musicais. Possui uma forte tradição nas artes, com elaboradas pinturas e esculturas, e também em ordens monásticas, com ênfase no relacionamento entre alunos e lamas.
Pertence a uma vertente do budismo chamada maaiana, mais precisamente, a vertente Vajrayana (tantrismo ou "Veículo do Diamante"), e apesar de não se organizar como uma instituição, tem sua representação maior na figura do Dalai Lama.
As principais escolas são Nyingma, Kagyu, Gelug (escola de que faz parte o Dalai Lama) e Sakya.
O termo "lamaísmo" provém do tibetano Lama, que significa "mestre" ou "superior", e que designa, geralmente, os monges tibetanos, em especial os hierarquicamente superiores.
Esta denominação foi dada ao budismo tibetano pelos estudiosos europeus, principalmente, que se utilizaram deste termo para distingui-lo do budismo indiano e permitir que fosse dada ênfase ao seu caráter místico. Segundo alguns outros autores, contudo, tal emprego da palavra é impróprio, pois tem a intenção de estabelecer distinções entre as duas correntes que, na verdade, não existem.
O lamaísmo apresenta um duplo aspecto, assim como a maior parte das religiões orientais: o doutrinal e o popular.
A doutrina "lamaica", que se distingue da tradição Teravada (também chamada de "Doutrina dos Anciões"), tem como base filosófica a manutenção e o desenvolvimento da tradição do Mahayana (Mahayana, "grande veículo") que não tem um caráter de pura magia. Entretanto, o culto popular, em função da influência da religião Bön, mais antiga e nativa, apresenta várias divindades e uma conotação acentuadamente mágica.
Essa doutrina, em síntese, é bem menos conhecida que suas manifestações populares. Em razão disso, alguns estudiosos erroneamente exageram em seu aspecto mágico, estendendo-o também à prática monástica.

## História

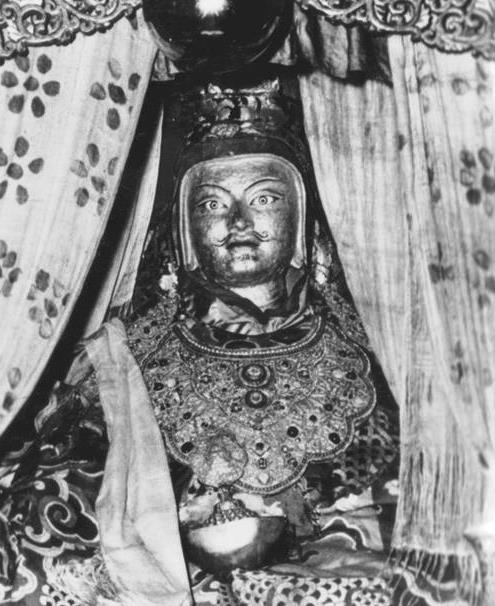
Estátua do Guru Rinpoche (Padmasambhava), fundador da escola Nyingma do budismo tibetano

### Império do Tibete (século VII - IX d.C.)
O budismo foi introduzido ao Tibete durante sua a existência do Império do Tibete (século VII à IX). Escrituras budistas em sânscrito originárias da Índia foram traduzidas para o tibetano sob o reinado do rei tibetano Songtsän Gampo (618-649). Durante o reinado de Trisong Detsen (755-797), o budismo foi estabelecido como religião oficial de estado. Trisong Detsen convidou mestres indianos para sua corte, incluindo Padmasambhāva e Santaraksita (725–788), que fundaram a linhagem Nyingma, sendo esta a mais antiga escola de Budismo Tibetano.

### Período de fragmentação (século IX–X)
Uma mudança na crescente influência budista se deu durante o reinado de Langdarma (836-842), e sua morte deu origem à intitulada Era de Fragmentação, período da história tibetana que a centralização política do Império do Tibete se colapsou.